# Glazebrook Medal
Die Glazebrook Medal ist ein Preis für Angewandte Physik des Institute of Physics und der Physical Society, der nach Richard Glazebrook (1854–1935) benannt ist (Dozent für Physik und Mathematik in Cambridge, ab 1899 erster Direktor des National Physical Laboratory in Teddington, Herausgeber des Dictionary of Applied Physics und Fellow der Royal Society). Sie wird seit 1966 vergeben und ist eine der Goldmedaillen des IOP (neben der Faraday-Medaille (IOP), der Dirac-Medaille (IOP) und seit 2008 der Swan Medal für Anwendungen der Physik in der Industrie).

## Preisträger
Die Preisträger seit 1983 finden sich auf der Seite des Institute of Physics (IOP), ab dem Jahr 2005 auch mit Begründung.
- 1966 Christopher Hinton, Baron Hinton of Bankside[2]
- 1967 Sir Charles Sykes[3]
- 1968 Frank Philip Bowden[4]
- 1969 William Penney
- 1970 Sir Eric Eastwood[5]
- 1971 Francis E. Jones[6]
- 1972 Gordon Sutherland[7]
- 1973 Kurt Hoselitz[8]
- 1974 Sir John Mason[9][10]
- 1975 Walter Charles Marshall, Baron Marshall of Goring[11]
- 1976 Sir Harold Montague Finniston
- 1977 Sir James Woodham Menter[12]
- 1978 Sir George Gray Macfarlane
- 1979 Thomas Gerald Pickavance
- 1980 Michael Crowley-Milling[13]
- 1981 Godfrey Stafford[14]
- 1982 John M. Lenihan
- 1983 Alan Frank Gibson
- 1984 Peter Eugene Trier
- 1985 John Currie Gunn
- 1986 Geoffrey Manning
- 1987 Brian Hilton Flowers
- 1988 Derek H. Roberts
- 1989 Rendel Sebastian Pease
- 1990 John Theodore Houghton
- 1991 Francis Graham-Smith
- 1992 Keith Boddy
- 1993 Ian Butterworth
- 1994 Paul Randall Williams
- 1995 John Leslie Beeby
- 1996 Edgar William John Mitchell
- 1997 Alexander Donnachie
- 1998 Cyril Hilsum
- 1999 Christopher Llewellyn Smith
- 2000 Alexander Boksenberg
- 2001 Colin Edward Webb
- 2002 George Ernest Kalmus
- 2003 Terence John Quinn
- 2004 Ian M. Ward
- 2005 Peter Williams, Engineering and Technology Board, unter anderem für seine Managementfunktion bei Oxford Instruments
- 2006 Andrew Dawson Taylor, CCLRC Rutherford Appleton Laboratory, als Direktor der ISIS Facility am Labor und Beiträge zur Physik der Neutronstreuung.
- 2007 Colin Carlile, Institut Laue-Langevin, Grenoble, für seine Leitungsfunktion am Institut Laue-Langevin und Beiträge zur Neutronenphysik
- 2008 William George Stirling, European Synchrotron Radiation Facility, Grenoble, Universität Liverpool, als Leiter des Labors in Grenoble und innovative Arbeiten in Neutronen- und Röntgenstrahlbeugung.
- 2009 Peter L. Knight, Imperial College, als herausragender Theoretiker in atomarer und molekularer Optik
- 2010 Peter Roberts, AWE, für seine führende Rolle zu Design, Physik und Sicherheit von Kernwaffen
- 2011 Richard J. Parker Mike Howse, Philip C. Ruffles, Rolls-Royce Group, für die Gründung und den Ausbau des Rolls-Royce University Technology Centre (UTC)
- 2012 Steven Cowley (Imperial College) für seine führende Rolle im Programm zur magnetischen Fusion in Culham und wesentliche Beiträge zur Plasmaphysik und Fusionsforschung
- 2013 Lyndon Rees Evans für seine führende Rolle beim Large Hadron Collider Projekt
- 2014 Gerhard Materlik für seine Beiträge zur Röntgenbeugung und die Etablierung des Synchrotronstrahlungslabors Diamond Light Source
- 2015 Tejinder Virdee für seine führende Tätigkeit beim Compact-Muon-Solenoid-Experiment am Large Hadron Collider
- 2016 Hugh Elliot Montgomery für seine führende Tätigkeit beim Thomas Jefferson National Accelerator Facility
- 2017 David Charlton für seine führende Rolle in Experimenten zum elektroschwachen Standardmodell, angefangen mit Untersuchungen von Z-Boson-Zerfällen am LEP und gipfelnd in der Entdeckung des Higgs-Bosons am LHC.
- 2018 Michele Dougherty, für ihre wissenschaftliche Führungsrolle beim Magnetfeld-Instrument von Cassini am Saturn und dem European Space Agency (ESA) JUICE Team, die zu Entscheidungen über die Mission zur Erkundung der Umgebung von Jupiter führten.
- 2019 Anne-Christine Davis, für ihre herausragende Unterstützungs- und Führungsrolle in der Physik, insbesondere für Frauen und Menschen mit nicht-traditionellem Hintergrund, für ihre Führungsrolle in der britischen Teilchenkosmologie-Gemeinschaft und ihre Rolle als Gender Champion
- 2020 John Llewellyn Collier, für die beständige Leitung und strategische Entwicklung der multidisziplinären Central Laser Facility des Vereinigten Königreichs und seine bahnbrechenden Entwicklungen bei Lasern mit hoher Spitzenleistung und mit hoher Energie und Durchschnittsleistung
- 2021 Ian Chapman, für die herausragende Leitung der britischen Atomenergiebehörde und der weltweit führenden Einrichtung für Fusionsforschung und -technologie, des Joint European Torus, und die dort erzielten Fortschritte in den Bereichen Plasmaphysik, Deuterium-Tritium-Experimente, Robotik und neue Werkstoffe
- 2022 Peter Thompson, für die herausragende Leitung des National Physical Laboratory und den anhaltenden Einfluss der Metrologie auf den Wohlstand und die Lebensqualität des Vereinigten Königreichs
- 2023 Belinda Wilkes, für herausragende Führungsqualitäten als Direktor des Chandra X-ray Center, der den Betrieb, die Nutzung und die Öffentlichkeitsarbeit des wichtigsten Röntgenobservatoriums der NASA unterstützt hat, sowie für bedeutende Beiträge zum Verständnis von Quasaren